# The Inside of the Cup
The Inside of the Cup è un film muto del 1921 diretto da Albert Capellani.

## Trama
A Bremerton, John Hodder diventa pastore di St. John, una chiesa alla moda che si trova nelle vicinanze di un quartiere povero della città. Hodder, dal suo pulpito, si scaglia contro le ipocrisie dei parrocchiani, senza fare sconti a nessuno. Le sue accuse colpiscono Alison Parr, la figlia di un importante membro della comunità che è diventato ricco con mezzi disonesti e che ha cercato di indurre anche i figli, Alison e Preston, a seguire la stessa via. Parr vuole che Hodder dia le dimissioni, ma il rettore si rifiuta di darle, conquistando così Alison. Parr, che aveva reso infelice suo figlio Preston opponendosi al suo matrimonio con Kate, una povera commessa, viene ucciso da Garvin, una delle sue vittime. Kate e Preston ora possono finalmente convolare a nozze e la parrocchia diventa un luogo che accoglie poveri e ricchi.

## Produzione
Il film fu prodotto dalla Cosmopolitan Productions.

## Distribuzione
Distribuito dalla Paramount Pictures, il film uscì nelle sale cinematografiche USA il 16 gennaio 1921. In Finlandia, venne distribuito il 26 dicembre 1923. In Francia, venne ribattezzato con il titolo Les Rapaces.